# Xã Calf Creek, Quận Searcy, Arkansas
Xã Calf Creek (tiếng Anh: Calf Creek Township) là một xã thuộc quận Searcy, tiểu bang Arkansas, Hoa Kỳ. Năm 2010, dân số của xã này là 326 người.